# Sambhal
Sambhal é uma cidade  no distrito de Moradabad, no estado indiano de Uttar Pradesh.

## Geografia
Sambhal está localizada a 28° 35′ N, 78° 33′ L. Tem uma altitude média de 193 metros (633 pés).

## Demografia
Segundo o censo de 2001, Sambhal tinha uma população de 182,930 habitantes. Os indivíduos do sexo masculino constituem 53% da população e os do sexo feminino 47%. Sambhal tem uma taxa de literacia de 35%, inferior à média nacional de 59.5%: a literacia no sexo masculino é de 40% e no sexo feminino é de 29%. Em Sambhal, 18% da população está abaixo dos 6 anos de idade.